# فرودگاه لتروب ولی

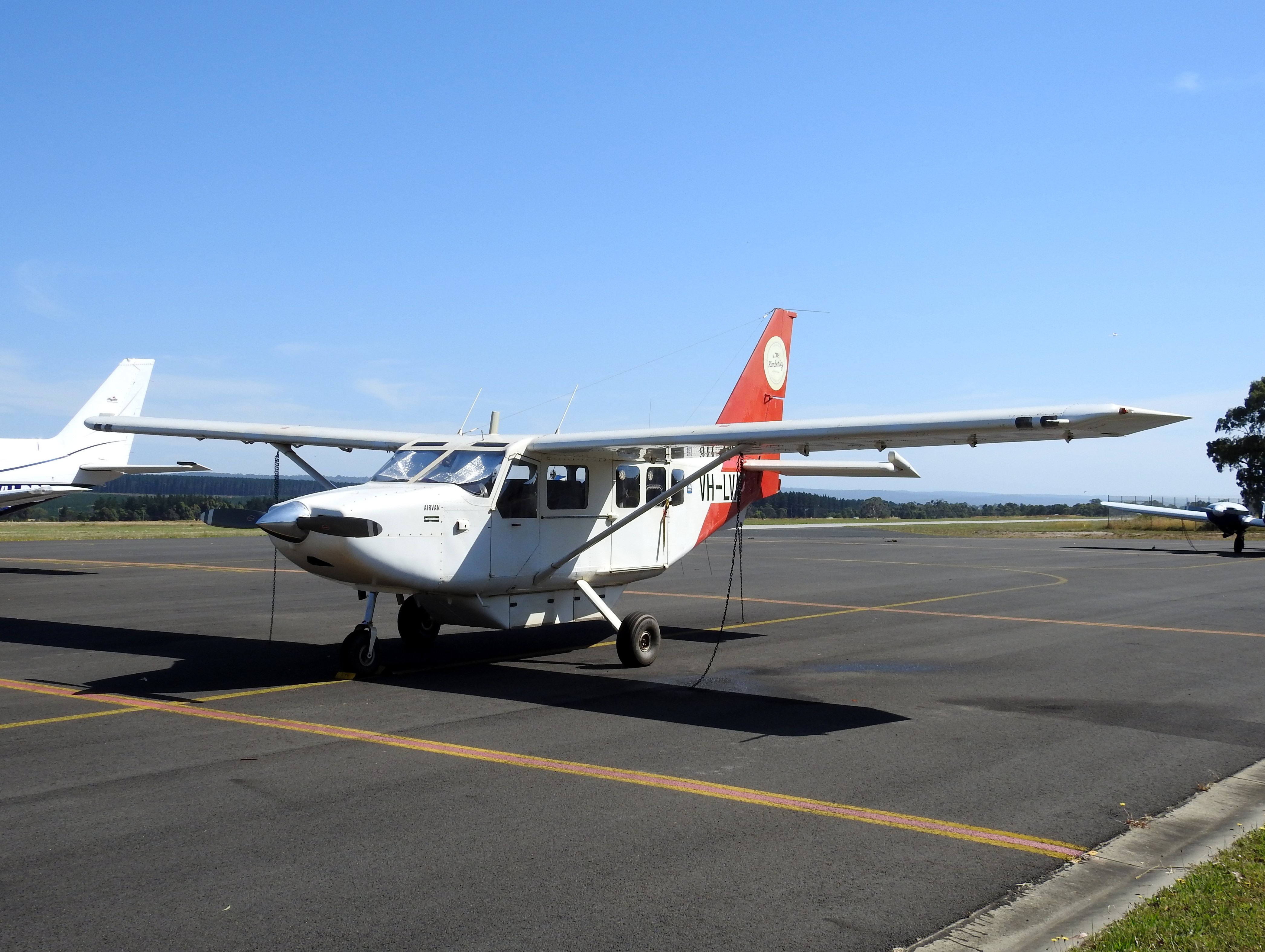
تصویر مربوط به فرودگاه نیست و صرفا جنبه محیطی دارد

فرودگاه لتروب ولی  (به انگلیسی: Latrobe Valley Airport) یک فرودگاه همگانی با کد یاتا TGN است که یک باند فرود آسفالت دارد و طول باند آن ۱۴۳۰ متر است. این فرودگاه در کشور استرالیا قرار دارد و در ارتفاع ۵۵ متری از سطح دریا واقع شده است.